# 消費社会
消費社会（しょうひしゃかい）とは、資本主義が発達し、企業のシステム化が進むと共に、ほぼ全ての国民が、企業が供給する商品を享受できる社会を指す。商品の主力が情報機器となった場合は、情報化社会と呼ぶ。
消費社会（société de consommation）という表現を最初に使ったのは1957年、フランスの思想家ジャン＝マリー・ドムナックとされる。次いでジャン・ボードリヤールの1970年の著書『消費社会の神話と構造』をきっかけにしてこの表現は世間一般にポピュラーに広まった。

## 消費社会の出現
生産と消費という社会の営みは人類社会の始めから存在するが、マックス・ウェーバーが近代資本主義は節制と勤勉さを美徳とするエートスによって発展したと指摘しているように、近代以前の社会は消費よりも生産に高い価値を置く生産社会だったと言える。やがて、社会の多くの人々が消費の快楽を知る事で消費の価値が生産の価値を上回り、消費社会が出現する。
消費社会と呼ばれる状況が、最初に出現したのが、1920年代の米国である。第1次世界大戦に勝利し、空前の好景気と経済繁栄に沸いた。中産階級の家庭には、ラジオ・掃除機などの家庭電化製品が普及し、1928年アメリカ合衆国大統領選挙では、ハーバート・フーヴァー が、「一家に2台のマイカー」を公約に掲げ、当選した。
初期の消費社会は「隣人と同じ水準でクルマや家電製品を手に入れて満足する」ように、大量生産によって作られた画一的な製品を、画一的な大衆が受動的に受け取る消費パターンを取った。やがて消費文化が高度化するに連れ、消費者は画一的な消費に物足りなくなり、差異、多様性、選択性といった価値を重視し、好みに合致する製品を生産者に対して能動的に要求する消費社会へと転換した。日本の広告代理店博報堂は、生産者よりも消費者が優位に立った消費社会を「分衆の時代」と呼んだ。大量生産時代の消費社会では消費者の必要性（ニーズ）に応じて消費が行われたのに対し、高度化した消費社会では他人との差を付けるという欲求によって消費行動が促される。このような差を生じさせる記号を表現する、最も分かり易い例がブランドと呼ばれる商品群である。

## 消費の過激化
消費社会の下では、人びとは、より多くの、また、より強い快楽を求めて、消費の内容を快楽主義的にエスカレートさせる傾向を持つ。生産者は売れればいいわけであるから、こうした消費者の要求を抑えることはなく、むしろこれに積極的に応えていこうとする。その結果、映画やテレビの暴力シーンや性の描写がますます過激なものになったり、人びとがタバコやお酒では飽きたらず、より強い刺激を求めて麻薬にまで手を出すといったことにもなりかねない。
消費の過激化による人びとの倫理観の喪失は、暴力、性、麻薬などに関わる犯罪を増加させ、社会不安を拡大させることにもつながっていく。

## 日本における状況
教育学者の高橋勝は、1970年代半ばに消費社会が到来したと説く。日本は1964年に先進国入りしていたとは言え、未だ農村人口の比率が高く、社会資本の整備も充分とは言えなかった。
しかし、1970年代半ばに、ファストフード・コンビニエンスストアが目に見えて普及し、農村出身者が都市に流入すると共に、都市と農村の格差も縮小した。結果として、農村においても、都市においても、地域共同体の解体を招いた。人間は、共同体から隔絶した個人として生きるしかなくなった。
地域だけではなく、家族も解体された。核家族が一般的になり、子育てするにも、年長者の知恵を拝借することは、困難になっていった。消費社会が到来する前は、家族の中で解決されていた問題も、行政機関やサービス業など、外部機関に依頼することが多くなった。
消費社会では、商品を購入する能力で、優劣が決まる。少子化で、購買力の高まった子供は、今や子供扱いされておらず、一人前の消費者として扱われている。消費社会は、大人と子供の関係に、影響を及ぼしている。
1980年代には、堤清二が投資し、パルコ文化が花咲いた。糸井重里による「このジャンパーの良さが分からないなんて、父さん、あなたは不幸だ」（1975年）「おいしい生活」（1982年）などのキャッチコピーは、消費社会が到来した時期に、思春期・青年期を迎えた世代の価値意識を代弁した。しかし、堤清二は、1995年に『消費社会批判』を著し、「ソビエト連邦の崩壊後は世界単一市場であり、これ以上消費社会を続けたら、その地域固有の文化を淘汰する恐れがある」と述べ、グローバル資本主義の到来を予言した。
バブル崩壊後は日本の消費社会は低迷に向かったが、そんな中でオタク産業は「大人買い」に支えられて消費社会を継続していった。大塚英志によれば新人類（セゾン・パルコ）とオタクは本来は山手線の内と外程度にしか違いが無いが、新人類文化は消費する文化、論じる文化だったため長続きせず、オタク文化はなんでも作ってしまうところが違いだという。